# Marshmello
Christopher Comstock (* 19. května 1992 Filadelfie), profesionálně známý jako Marshmello, je americký DJ a tvůrce elektronické taneční hudby. Na svých hudebních a tanečních koncertech se objevuje výhradně s maskou.
Tento styl se vyznačuje především hraním takzvaného groove a rychlé taneční hudby. Jeho nahrávky na YouTube mají desítky až stovky milionů zhlédnutí. V červnu 2016 vydal hudební video s názvem „Alone“ a pak i „Happier“, které získalo více než sto milionů zhlédnutí za tři měsíce. V roce 2016 byl také nominován v soutěži mezinárodní taneční hudby EDM jako sólový umělec roku. Se zpěvačkou Anne-Marie se objevil v písni „Friends“ z roku 2018.

## Diskografie
- Joytime (2016)
- Joytime II (2018)
- Joytime III (2019)
- Shockwave (2021)
- Sugar Papi (2023)

## Ocenění
Zlatý záznam
- Belgie
  - 2017: pro singl „Silence“
- Dánsko
  - 2017: pro singl „Silence“
- Itálie
  - 2017: pro singl „Silence“
  - 2017: pro jednotlivá „Wolves“
- Kanada
  - 2017: pro jednotlivá „Wolves“
- Nový Zéland
  - 2017: pro jednotlivá „Wolves“
- Španělsko
  - 2017: pro singl „Silence“

platinová deska
- Nový Zéland
  - 2017: pro singl „Silence“

2 × záznam platiny
- Austrálie
  - 2017: pro singl „Silence“
- Švédsko
  - 2017: pro singl „Silence“
- Česko
  - 2017: pro singl „Wolves“